# サタデーミュージック
サタデーミュージックは、岐阜放送ラジオで、毎週土曜16:30〜18:00に放送されていたラジオ番組。2007年3月31日に放送を終了した。

## 内容
- 毎週、アナウンサーが、リクエストも参考にしながら選曲をした曲を放送。さらに、地元だけでなく全国から集めたニュースや話題も伝える。

## パーソナリティ
- 岐阜放送アナウンサー
  - 古林千明
  - 若山貴嗣
  - 鈴江晴彦
  - 神保絵利子　など

## コーナー
- トヨタミュージックドライブ
- レース速報
- 岐阜新聞ニュース　他